# Howchinia
Howchinia es un género de foraminífero bentónico de la familia Lasiodiscidae, de la superfamilia Archaediscoidea, del suborden Fusulinina y del orden Fusulinida. Su especie tipo es Patellina bradyana. Su rango cronoestratigráfico abarca desde el Viseense (Carbonífero inferior) hasta el Moscoviense (Carbonífero medio).

## Discusión
Algunas clasificaciones más recientes incluyen Howchinia en la Superfamilia Lasiodiscoidea, del Suborden Archaediscina, del Orden Archaediscida, de la Subclase Afusulinana y de la Clase Fusulinata.

## Clasificación
Howchinia incluye a las siguientes especies:
- Howchinia beleutensis †
- Howchinia bradyana †
- Howchinia minutissima †